# Паральдегид
Паральдегид — органическое соединение, циклический тример ацетальдегида, бесцветная жидкость, растворимая в воде и органических растворителях.

## Получение
- Полимеризация ацетальдегида при 20°С в присутствии минеральных кислот.

## Физические свойства
Паральдегид — бесцветная жидкость, растворимая в воде.
Бесконечная растворимость в этаноле, диметиловом эфире и хлороформе.
Молекула паральдегида может иметь четыре стереомерных форм, из которых структуры (1) и (2) известны как цис- и транс-паральдегид. Стереоизомеры (3) и (4) не реализуются из-за стерических препятствий.

## Химические свойства
- При нагревании с небольшими добавками кислоты разлагается на мономеры — ацетальдегид.

- При бромировании получается трибромацетальдегид:

{\displaystyle {\mathsf {C_{6}H_{12}O_{3}+9Br_{2}\ {\xrightarrow {}}\ 3CBr_{3}CHO+9HBr}}}

## Применение
- В фармакологии как успокоительное, противосудорожное.
- Растворитель.
- Консервант.
- В производстве пластмасс.